# Pequeña Enciclopedia Minera

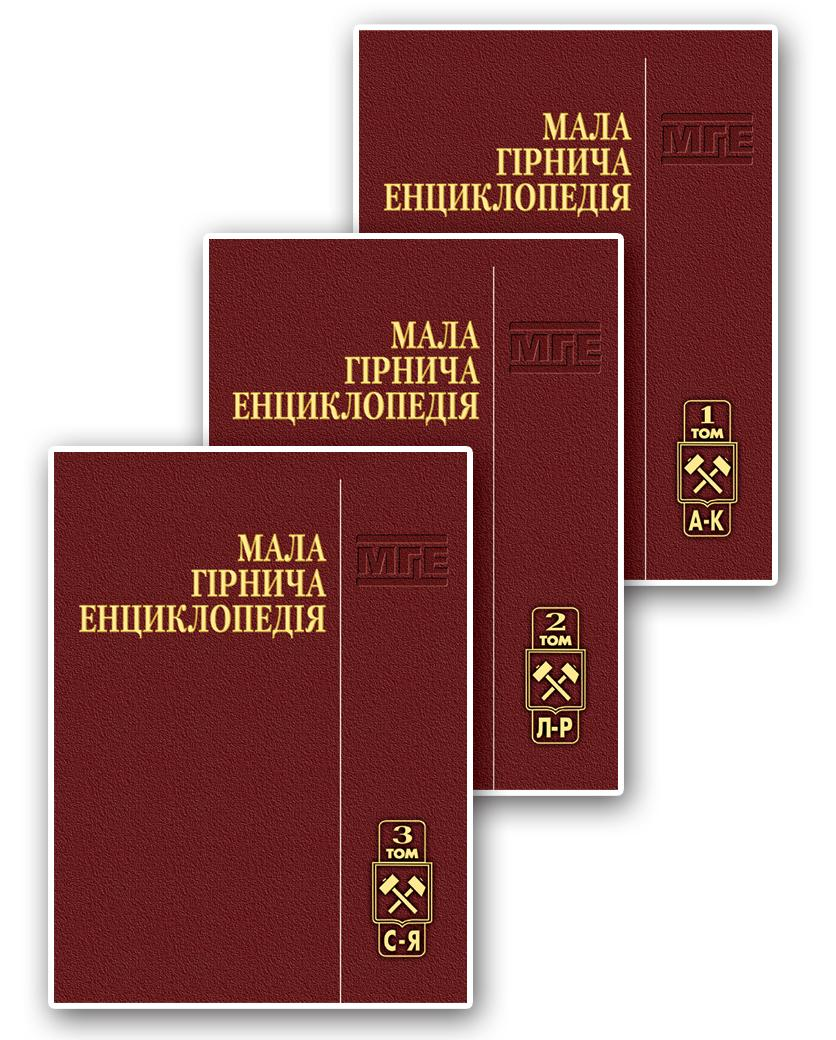
Foto de los tres tomos de la Pequeña Enciclopedia de Minería.

La Pequeña Enciclopedia de Minería (en ucraniano Мала гірнича енциклопедія) es una obra de referencia, publicada en ucraniano y en tres volúmenes, sobre ciencia y tecnología minera. Contiene descripciones de 17.350 unidades terminológicas y de nomenclatura que abarcan diversos aspectos de la exploración, extracción y procesamiento primario de minerales sólidos, líquidos y gaseosos. Dirigida a especialistas, principalmente mineros, geólogos, científicos, estudiantes de posgrado, estudiantes de minería y especialidades afines, así como a una amplia gama de ingenieros y técnicos de empresas mineras y lectores interesados en el desarrollo del subsuelo, la extracción y el procesamiento de minerales.
El autor de la idea, director del proyecto y jefe del consejo editorial, es el doctor en Ciencias Técnicas y profesor Volodymyr Stefanovich Biletsky.
Fue publicada en Donetsk en 2004, 2007 y 2013, los volúmenes I y II por la editorial "Donbás" y el volumen III por la la "Casa Editorial del Este" (Східний видавничий дім).
Fue publicado por encargo del Comité Estatal de Televisión y Radiodifusión de Ucrania, en el marco del Programa para la Publicación de Publicaciones de Importancia Social.
En 2017, el proyecto "Enciclopedia Minera" fue nominado por la Universidad Nacional V. N. Karazin de Járkov para el Premio Estatal de Educación de Ucrania.